# Bialba rotunda
Bialba rotunda är en tvåvingeart som beskrevs av Bock 1989. Bialba rotunda ingår i släktet Bialba och familjen daggflugor. Inga underarter finns listade i Catalogue of Life.